# Cyrtandra sandwicensis
Cyrtandra sandwicensis är en tvåhjärtbladig växtart som först beskrevs av Augustin Abel Hector Léveillé, och fick sitt nu gällande namn av Harold St.John och William Bicknell Storey. Cyrtandra sandwicensis ingår i släktet Cyrtandra och familjen Gesneriaceae. Inga underarter finns listade i Catalogue of Life.